# Toshiki Onozawa
Toshiki Onozawa (født 2. juni 1998) er en japansk fodboldspiller, som spiller for den japanske fodboldklub Cerezo Osaka.